# 올리고마이신
올리고마이신(영어: oligomycin)은 스트렙토마이세스(Streptomyces)에 의해 생성되는 마크롤라이드로 다른 생물체에게 독성을 나타낼 수 있다.

## 기능
올리고마이신은 항생제로 사용된다.
올리고마이신 A는 ATP 생성효소의 저해제이다. 산화적 인산화 연구에서 세포 호흡을 방해하는 데 사용된다. 올리고마이신 A는 ADP가 ATP로 산화적 인산화되는데 필요한 양성자 운반체(FO 소단위체)를 차단하여 ATP 생성효소를 저해한다. 올리고마이신 A에 의한 ATP 합성의 저해는 전자전달계를 통한 전자의 흐름을 상당히 감소시킨다. 그러나 전자의 흐름은 양성자의 누출이나 미토콘드리아 짝풀림으로 알려진 과정으로 인해 완전히 중단되지 않는다. 이러한 과정은 써모제닌 또는 UCP1과 같은 짝풀림 단백질을 통해 양성자가 미토콘드리아 기질로 쉽게 촉진 확산되기 때문이다.
올리고마이신을 사람에게 투여하면 혈액과 소변에 매우 높은 수준의 젖산이 축적될 수 있다.
|                               | R1     | R2 | R3 | R4  | R5     |
| 올리고마이신 A                | CH3    | H  | OH | H,H | CH3    |
| 올리고마이신 B                | CH3    | H  | OH | O   | CH3    |
| 올리고마이신 C                | CH3    | H  | H  | H,H | CH3    |
| 올리고마이신 D (루타마이신 A) | H      | H  | OH | H,H | CH3    |
| 올리고마이신 E                | CH3    | OH | OH | O   | CH3    |
| 올리고마이신 F                | CH3    | H  | OH | H,H | CH2CH3 |
| 루타마이신 B                  | H      | H  | H  | H,H | CH3    |
| 44-호모올리고마이신 A         | CH2CH3 | H  | OH | H,H | CH3    |
| 44-호모올리고마이신 B         | CH2CH3 | H  | OH | O   | CH3    |

## 같이 보기
- ATP 합성효소
- 짝풀림제